# Taoch ra Iwekei
Taoch ra Iwekei ist ein Fluss im administrativen Staat (Verwaltungsgebiet) Ngardmau der westpazifischen Inselrepublik Palau. Er verläuft im Westen der Hauptinsel Babelthuap.

## Geographie
Der Taoch ra Iwekei entspringt im Gebiet der Bauxitminen von Ngardmau und verläuft nach Westen. Westlich von Ngetbong mündet er beim Ngardmau Vessel Pier in die Ngardmau Bay.